# Фетцов, Владимир Павлович
Владимир Павлович Фетцов (18 февраля 1947, Сочи, Краснодарский край, РСФСР — 15 октября 2013, Сочи, Российская Федерация) — советский и российский тренер по боксу, заслуженный тренер России.

## Биография
Мастер спорта по боксу.
С 1980 г. возглавлял спортивный клуб развития бокса «Вымпел», ежегодно организовывал международный турнир по боксу памяти Героя Советского Союза М.К. Нагуляна.  Среди его учеников - победители всероссийских и международных турниров по боксу, чемпионы России.
Судья международной категории.